# Giro de Lombardía 1986
El Giro de Lombardía 1986, la 80.ª edición de esta clásica ciclista, se disputó el 18 de octubre de 1986, con un recorrido de 262 km entre Como y Milán. El italiano Gianbattista Baronchelli consiguió imponerse en la línea de llegada. El irlandés Sean Kelly y el australiano Phil Anderson acabaron segundo y tercero respectivamente.

## Clasificación final
| Posición | Ciclista                 | Equipo                 | Tiempo  |
| -------- | ------------------------ | ---------------------- | ------- |
| 1        | Gianbattista Baronchelli | Supermercati Brianzoli | 7.07'07 |
| 2        | Sean Kelly               | KAS-Mavic              | + 15"   |
| 3        | Phil Anderson            | Panasonic-Merckx       | m. t.   |
| 4        | Leo Schönenberger        | Dromedario-Laminox     | m. t.   |
| 5        | Acácio da Silva          | Malvor-Bottecchia      | m. t.   |
| 6        | Flavio Giupponi          | Del Tongo-Colnago      | m. t.   |
| 7        | Jörg Müller              | KAS-Mavic              | + 7'03" |
| 8        | Alfred Achermann         | KAS-Mavic              | + 7'34" |
| 9        | Luciano Rabottini        | Vini Ricordi-Pinarello | m. t.   |
| 10       | Niki Rüttimann           | La Vie Claire-Radar    | m. t.   |